# کارل منیکوس-هنسن
کارل منیکوس-هنسن (دانمارکی: Carl Manicus-Hansen; ۲ دسامبر ۱۸۷۷ – ۲۳ سپتامبر ۱۹۶۰) ژیمناست هنری اهل دانمارک بود.